# براده‌های خورشید
براده‌های خورشید فیلمی به کارگردانی محمدحسین حقیقی، نویسندگی حقیقی و محمدعلی حسین‌نژاد و تهیه‌کنندگی منوچهر شاهسواری محصول سال ۱۳۷۴ است. این فیلم در خرداد ۱۳۷۶ بر روی پرده سینما رفت.

## خلاصه فیلم
علی پس از اطلاع از مجروح شدن پدرش در جبهه، عازم مناطق جنگی می‌شود. یکی از هم رزمان پدر او را در این سفر همراهی می‌کند. آن دو به خط مقدم می‌روند و…

## جشنواره‌ها

### جشنواره فیلم فجر
فیلم براده‌های خورشید در پانزدهمین دوره جشنواره بین‌المللی فیلم فجر (۱۳۷۵) در دو بخش بهترین فیلم دوم و بهترین صداگذاری (بهمن اردلان و مسعود بهنام) توانست سیمرغ بلورین این دوره را دریافت کند.
همچنین امین حیایی نیز کاندیدا دریافت سیمرغ بلورین در بخش بهترین بازیگر نقش مکمل مرد نیز بوده است.

### جشن خانه سینما
براده‌های خورشید در اولین دوره جشن خانه سینما (۱۳۷۶) در بخش بهترین جلوه‌های ویژه (اصغر پورهاجریان) تندیس زرین این دوره را دریافت کرد.
همچنین این فیلم در بخش‌های بهترین صدای فیلم (بهمن اردلان و مسعود بهنام)، بهترین موسیقی متن (محمدرضا علیقلی) و بهترین فیلمبرداری (حسن قلی‌زاده) کاندیدا دریافت تندیس زرین مسابقات بوده است.

### جشنواره دفاع مقدس
این فیلم در هفتمین دوره جشنواره دفاع مقدس (۱۳۷۷) در بخش‌های بهترین صداگذاری (مسعود بهنام)، بهترین صحنه آرایی (محمدحسین حقیقی و احمد مرادپور)، بهترین صدابرداری (حسن زاهدی) و بهترین موسیقی متن (محمدرضا علیقلی) توانسته است لوح افتخار و تندیس جشنواره جشنواره را دریافت کند.
همچنین فیلم براده‌های خورشید در هشتمین دوره جشنواره دفاع مقدس (۱۳۷۹) در بخش مسابقه فیلم‌های بلند دفاع مقدس (بیست ساله) شرکت کرده است.